# Ankou

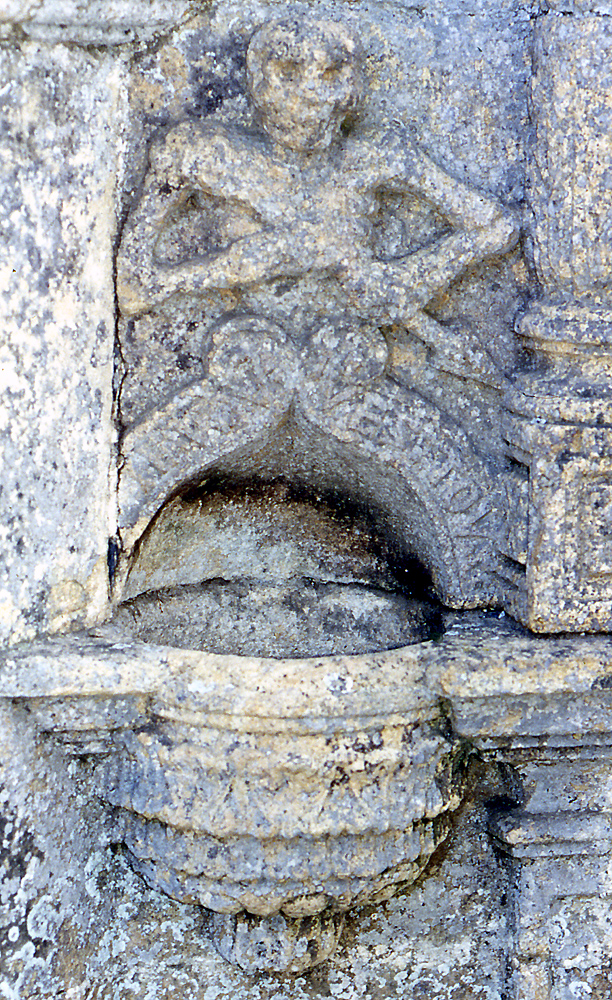
Ankou in La Roche-Maurice

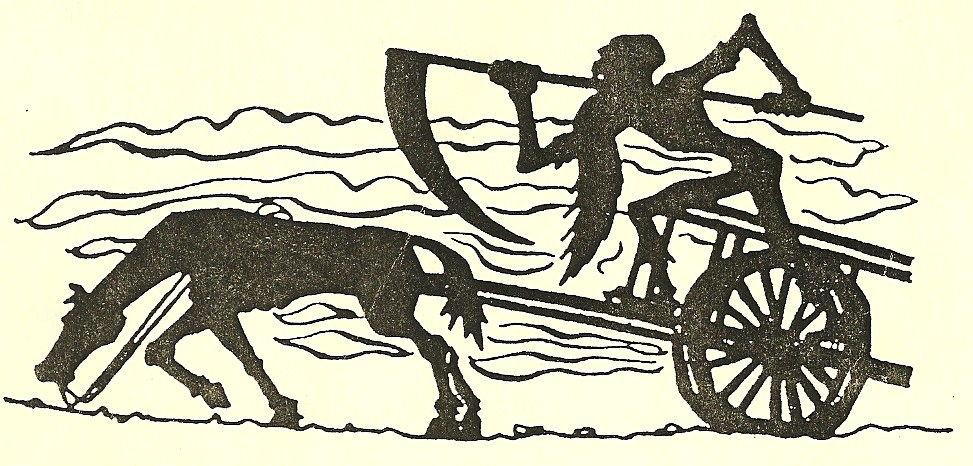
Ankou

Ankou (Bretons: Ankoù), ook wel koning der doden  of Père Ankou genoemd, is een wezen uit de Keltische mythologie die, volgens de Bretonse overleveringen, een verpersoonlijking is van de Dood of een boodschapper van de Dood voorstelt.

## Betekenis
De Ankou is een geest, die over kerkhoven waakt en plaatsvervangend voor de doden verschijnt. De Ankou moet ronddwalen om de graven tegen ongewenste indringers te beschermen, waardoor zijn naam kerkhofwachter betekent.
Dit zou volgens de Engelsen de reden zijn waarom men zich op kerkhoven soms onwel voelt.
Sommigen zien in hem een ondode, een spook of een demoon. Als men de Ankou aankijkt, is de dood onvermijdelijk.
Volgens enkele overleveringen was de Ankou de eerste dode die werd begraven. Volgens andere folkloristische overleveringen zou de eerste persoon die levend op een nieuwe begraafplaats werd begraven een Ankou zijn.
De Ankou laat zich zien aan de stervenden, veelal ouderen en zieken, en in verschillende gedaanten en vormen in zowel dromen, visioenen als in een fysieke gedaante. De belangrijkste manifestaties zijn:
- een skelet, dat ’s nachts op een piepende wagen rijdt met een zeis
- een dier
- een grote man in een donkere mantel die de doden op zijn kar laadt

Ook zou de Ankou vaak op Allerheiligen gezien worden.
Een Ankou wordt vaak bij een ossuarium gezien. Het geloof in deze geest wordt vaak teruggelegd naar het oude gebruik waarbij voor heldhaftige doden grote megalithische bouwwerken werden opgericht die als graf moesten dienen.
De Ankou ontvangt de doden en begeleidt ze naar de Onderwereld. Volgens de Bretonse overleveringen zou de koude, in mist gehulde, ingang naar de Onderwereld zich in Yeun Ellez in de bergen van Monts d'Arée bevinden.

## Volksverhalen
Over de Ankou zijn ook Bretonse sagen uit Quimper afkomstig:
Volgens een sage zou een rijk persoon alle dorpsbewoners voor een groot slachtfeest uitgenodigd hebben. De uitnodigingen werden uitgedeeld naast de kerk op het kerkhof. Een stem van een onzichtbaar persoon vraagt of ook hij uitgenodigd was. Op het feest arriveert een verlate, stinkende gast die lompen draagt en met niemand spreekt. Als aan het eind van het feest de gasten willen vertrekken, verheft de vreemde gast zijn gezicht en ziet men een schedel. De gedaante werpt zijn lompen af, waarna men ziet dat de gast een skelet is. Deze geeft aan dat hij een Ankou is en dat zijn gastheer nog maar acht dagen te leven heeft. Hij vertelt hem dit, zodat hij de tijd heeft om zijn aardse aangelegenheden te ordenen en dat hij in rust kan sterven. De rijke persoon volgt de raad op, biecht, regelt zijn aardse zaken en sterft acht dagen later.